# هایک میرزابکیان
هایک هوهانسی میرزابکیان (ارمنی: Հայկ Հովհաննեսի Միրզաբեկյան انگلیسی: Haik Mirzabekian زاده ۱۶ ژانویهٔ ۱۸۹۳ - درگذشته ۲۴ فوریه ۱۹۷۱) یک پزشک اهل ارمنستان بود. وی پیشگام در زمینه در بهداشت عمومی و همه‌گیرشناسی در ارمنستان بود.
وی در آرامستان مرکزی ایروان (توخماخ) به خاک سپرده شد.